# Belpasso

Localització de

Belpasso (sicilià Belpassu) és un municipi italià, situat a la regió de Sicília i a la ciutat metropolitana de Catània. L'any 2007 tenia 22.634 habitants. Limita amb els municipis d'Adrano, Biancavilla, Bronte, Camporotondo Etneo, Castiglione di Sicilia, Catania, Lentini (SR), Maletto, Mascalucia, Motta Sant'Anastasia, Nicolosi, Paternò, Ragalna, Ramacca, Randazzo, San Pietro Clarenza, Sant'Alfio i Zafferana Etnea.

## Administració
| Període | Identitat    | Partit                |
| ------- | ------------ | --------------------- |
| 2006-   | Alfio Papale | Poble de la Llibertat |

## Personatges il·lustres
- Nino Martoglio, comediògraf